# Echthroplexiella obodas
Echthroplexiella obodas är en stekelart som först beskrevs av Walker 1838.  Echthroplexiella obodas ingår i släktet Echthroplexiella och familjen sköldlussteklar. Inga underarter finns listade i Catalogue of Life.